# Enrico Moiso
Enrico Moiso – włoski skoczek narciarski. Uczestnik mistrzostw świata.
W swojej karierze raz wziął udział w rywalizacji skoczków narciarskich na mistrzostwach świata seniorów – w 1927 w Cortinie d’Ampezzo, po skokach na odległość 32 i 40 metrów, zajął 26. pozycję.
W 1931 zdobył brązowy medal mistrzostw Włoch w skokach narciarskich.
Moiso pochodził z Ceseny, a reprezentował klub Sci Club Claviere. Skoki narciarskie uprawiał również jego brat. Wspólnie zwyciężyli w pierwszej edycji międzynarodowego turnieju im. Vallarino Gancii rozgrywanego przez ich klub w Claviere, brali także udział w innych konkursach międzynarodowych w Europie. Enrico Moiso zmarł przedwcześnie. W 1935 jego imieniem nazwano międzynarodowe zawody skoków narciarskich w Claviere (wcześniej noszące imię Vallarino Gancii), które odbywały się co roku aż do wyłączenia skoczni z użytku.